# Нива (Пейпсіяере)
Ни́ва (ест. Nõva küla) — село в Естонії, у волості Пейпсіяере повіту Тартумаа.

## Населення
Чисельність населення на 31 грудня 2011 року становила 75 осіб.

## Географія
Через населений пункт проходить автошлях 22238 (Калласте — Кокора — Сииру).

## Історія
До 23 жовтня 2017 року село входило до складу волості Пала повіту Йиґевамаа.